# Dipcadi guichardii
Dipcadi guichardii är en sparrisväxtart som beskrevs av Alan Reid Smith. Dipcadi guichardii ingår i släktet Dipcadi och familjen sparrisväxter. IUCN kategoriserar arten globalt som livskraftig.
Artens utbredningsområde är Socotra. Inga underarter finns listade i Catalogue of Life.